# Абола, Мирдза Эдуардовна
Ми́рдза А́бола (латыш. Mirdza Ābola, 23 февраля 1923 — 24 февраля 2007) — латышский литературовед и языковед, специалист по белорусскому языку, доктор филологических наук (1993).

## Жизненный путь
Родилась 23 февраля 1923 года в селе Свитене Бауского уезда в семье служащего. В 1941 году окончила Рижскую среднюю школу № 4.
После войны поступила и в 1949 году окончила Латвийский государственный университет, историко-филологический факультет.
Более 40 лет (1949—1990) работала научным сотрудником Института языка и литературы Академии наук Латвийской ССР имени Андрея Упита. Защитила кандидатскую диссертацию в 1954 году, доктором филологических наук стала в 1993 году.

## Научная деятельность
Во время работы в институте участвовала в совместных трудах: «История литературы Латвии» (Latvijas literatūras vēsture), составлении сборников Райниса, изучала творчество Яна Судрабкална, Вилиса Плудониса, Линарда Лайцена.
В молодости переводила произведения Марка Твена.
Особое место в жизни Мирдзы Аболы занимали белорусский язык и литература. В 1977 году совместно с историком Дзидрой Виксной она опубликовала монографию о контактах народов Латвии и Белоруссии «Та дружба длится в веках» («Tā draudzība mūžības ilgumu zin»), а в 1984 году совместно с белорусским литератором С. С. Понизником выпустила антологию латышской советской поэзии на белорусском языке. Сама переводила белорусскую литературу. Работала над совместным изданием поэзии Судрабкална и Райниса, составила сборники произведений других писателей.
Начиная с 1991 года была президентом Латвийской ассоциации специалистов по белорусской культуре (белорусистов) и членом Международной ассоциации белорусистов. Начала составлять белорусско-латышский и латышско-белорусский словарь, который так и не успела завершить. После её смерти выпуск книги окончил Институт языка и литературы Национальной академии наук Беларуси. Редактором словаря был кандидат филологических наук Иван Иванович Лучиц-Федорец. Выпуск книги организовал Союз белорусов Латвии, который приобрёл у наследников права на издание.

## Награды
- Государственная премия Латвийской ССР (1986)
- Медаль Франциска Скорины (2 мая 2001, Белоруссия) — За большой личный вклад в развитие и укрепление белорусско-латвийских культурных связей[6]

## Работы

### Переводы
- 1948 — «Шуточные рассказы» Ирины Карнауховой (лат. — Irina Karnauhova «Joka pasakas»); повторное издание в 1949 году.
- 1950 — Марк Твен. Приключения Тома Сойера (лат. — Marks Tvens «Toma Sojera piedzīvojumi»)
- 1952 — Марк Твен. Приключения Гекльберри Финна. (лат. — Marks Tvens «Haklberija Fina piedzīvojumi»)
- 1954 — Н.Венгров. «Жизнь Николая Островского» (лат. — N. Vengrovs «Nikolaja Ostrovska dzīve»)
- 1976 — Перевод книги Владимира Короткевича «Чазенія».

## Научные труды
- 1957—1962 — История латышской литературы (4-6 тома) (лат. — «Latviešu literatūras vēsture» (4.-6. sējums))
- 1965 — «Народный поэт Райнис» («Tautas dzejnieks Rainis»)
- 1977—1983 — Собрание сочинений Райниса в 30 томах, 1-3, 5-7, 17 тома (лат. — Raiņa Kopoti raksti 30 sējumos)
- 1977 — Сборник воспоминаний о Я.Судрабкалне.
- 1985 — "Современная латышская советская литература, 1960—1980, 1989—1990. (лат.-- «Mūsdienu latviešu padomju literatūra. 1960—1980», 1989—1990)
- 1985 — «Переводы Я.Райниса», 2-3 тома. (лат. — «J. Raiņa tulkojumi» (2.-3. sējums)).
- 1986 — Янис Судрабкалнс. Письма. (лат. — Jānis Sudrabkalns. Vēstules). Rīga, Ūpiša valodas un literatūras institūts, 1986. — 525 c.

### Латвийско-белорусские связи
- 1975 — Райнис и белорусы (бел. Райніс і беларусы).
- 1977 — «Та дружба длится в веках» (лат. — «Tā draudzība mūžības ilgumu zin»). Монография о контактах народов Латвии и Белоруссии (совместно с историком Дзидрой Виксной). Институт языка и литературы имени А.Упита Академии наук Латвийской ССР.
- 1977 — Янис Судрабкалн и белорусы (бел. Ян Судрабкалн і беларусы).
- 2010 — Белорусско-латышский, латышско-белорусский словарь. Составитель М. Э. Абола, рук. проекта Е. Б. Лазарева, под ред. И. И. Лучица-Федорца (Институт языка и литературы имени Якуба Коласа и Янки Купалы Национальной академии наук Беларуси. Елгавская типография, 544 стр. ISBN 978-9984-49-175-2.

## Семья
Была замужем за художником, искусствоведом Ояром Аболсом. Их сын Юрис Аболс (1950) — музыкант (флейтист) и композитор.